# Fußball-Europameisterschaft/Rekorde

Platzierung der Top-10-Mannschaften in der ewigen EM-Tabelle

## Spieler
- Jüngster EM-Spieler ist der Spanier Lamine Yamal, der 2024 im Alter von 16 Jahren und 338 Tagen am 15. Juni 2024 gegen Kroatien sein erstes EM-Spiel machte.[1]
- Jüngster Spieler in einem EM-K.-o.-Spiel ist Lamine Yamal mit 16 Jahren und 353 Tagen.
- Ältester EM-Spieler ist der Portugiese Pepe, der im Spiel gegen Frankreich am 5. Juli 2024 41 Jahre und 130 Tage alt war. Bereits am 18. Juni 2024 löste er Gábor Király ab, der in seinem letzten EM-Spiel am 26. Juni 2016 gegen Belgien 40 Jahre und 86 Tage alt war.[2] Davor hatte Lothar Matthäus mit 39 Jahren und 91 Tagen den Altersrekord inne. Er absolvierte sein letztes EM-Spiel am 20. Juni 2000.
- Die längste Zeitspanne zwischen seinem ersten und letzten Einsatz weist Cristiano Ronaldo auf (12. Juni 2004 bis 5. Juli 2024, 20 Jahre und 23 Tage).
- Jüngster Europameister ist Lamine Yamal, der 2024 im Alter von 17 Jahren und einem Tag den Titel holte.
- Ältester Europameister ist Ricardo Carvalho, der im Alter von 38 Jahren und 2 Monaten den Titel holte.
- Ältester Kapitän eines Europameisters ist Giorgio Chiellini, der 2021 im Alter von 36 Jahren und 331 Tagen seine Mannschaft aufs Feld führte.

## Spiele
Stand: 14. Juli 2024
- Die meisten Spiele: Deutschland (58)
- Die meisten Siege: Deutschland (30, dazu zwei Siege in Elfmeterschießen)
- Die meisten Niederlagen: Dänemark (18 in 36 Spielen)
- Die meisten Remis-Spiele: Italien mit 19, Spanien mit 15, Deutschland und England mit 14 (inkl. Spiele, die durch Elfmeterschießen entschieden wurden)
- Die meisten Spiele ohne Gegentor: Italien (22), Deutschland (20), Spanien (18), Niederlande (17), Frankreich (15)
- Die meisten Spiele ohne Torerfolg: Dänemark und Italien (je 14), Deutschland (13)
- Die meisten Heimspiele: Frankreich (14) – 1960 (2), 1984 (5), 2016 (7)
- Die meisten Spiele um Europameister zu werden benötigte Spanien 2008: 12 Qualifikations- und sechs Endrundenspiele.
- Die wenigsten Spiele benötigte die UdSSR 1960: Nach 2 Qualifikations- und 2 Endrundenspielen war sie Europameister.
- Die meisten Spiele: Cristiano Ronaldo 30 (2004, 2008, 2012, 2016, 2021 und 2024)
- Die häufigsten Paarungen:
  - Italien – Spanien (8 Spiele, 1× im Finale, 1× im Halbfinale, 1× im Viertelfinale, 1× im Achtelfinale, 4× in der Vorrunde)
  - Deutschland – Tschechoslowakei/Tschechien (5 Spiele, 2 im Finale, 3× in der Vorrunde), Deutschland – Niederlande (5 Spiele, 1× im Halbfinale, 4× in der Vorrunde), Deutschland – Portugal (5 Spiele, 1× Viertelfinale, 4× Vorrunde), Frankreich – Portugal (5 Spiele, 1× Finale, 2× Halbfinale, 1× Viertelfinale, 1× Vorrunde) und Frankreich – Spanien (5 Spiele, 1× Finale, 1× Halbfinale, 2× Viertelfinale, 1× Vorrunde)
- Finnland und Norwegen (je 1 Sieg), Wales (1 Sieg und 1 Remis) sowie Slowenien und Island (1 Remis) verloren nie ihr Auftaktspiel.
- England (2 Siege, 5 Remis und 4 Niederlagen) konnte am häufigsten das Auftaktspiel nicht gewinnen.

## Serien
- Die längsten Siegesserien: Italien konnte 2021 sieben Siege feiern (inkl. zwei Siege im Elfmeterschießen), Spanien konnte während der EM 2008 sechs Siege feiern (inkl. einem Sieg im Elfmeterschießen). 5 Siege (ohne Elfmeterschießen) in Folge gelangen Frankreich (1984), Niederlande (1988 bis 1992), Tschechien (2000 bis 2004).
- Die längste Niederlagenserie: 6 Spiele verlor Jugoslawien hintereinander in den Jahren 1968–1984.
- Die längste Serie ohne Sieg: 9 Spiele konnte die UdSSR/GUS/Russland zwischen 1988 (Finale) und 2004 nicht gewinnen.
- Die längsten Serien ohne Niederlagen: Spanien gelangen zwischen 2008 und 2016 14 Spiele ohne Niederlage, gewann dabei aber das vierte und elfte Spiel der Serie im Elfmeterschießen.
- Die längste Serie mit mindestens einem Tor pro Spiel: Frankreich (2000–2004) und Italien (2016–2021) je 9
- Die meisten Spiele ohne Gegentreffer in Folge: Spanien (2012–2016) 7, England (2021) 5, Deutschland (2016) 4, Griechenland (2004), Spanien (2008), Polen (2016) und Italien (2021) je 3.
- Die meisten Spiele ohne eigenes Tor in Folge: Ukraine (2012–2016) 5
- Die meisten Unentschieden in Folge: Portugal mit 4 (2012–2016), das erste dieser vier Spiele verlor Portugal aber im Halbfinale 2012 im Elfmeterschießen gegen Spanien.
- Die längste Durststrecke bis zum 1. Sieg bei Europameisterschaften hatten Rumänien und die Schweiz mit 8 Spielen. Im letzten Gruppenspiel der EM 2000 gegen England konnte Rumänien erstmals ein EM-Spiel gewinnen und sich damit für das Viertelfinale qualifizieren. Die Schweiz gewann erstmals 2008 ein EM-Spiel im letzten, für beide Mannschaften für die Platzierung unbedeutenden Spiel gegen Portugal.
- Portugal und Wales sind die einzige beiden Mannschaften, die bei mehr als einer Teilnahme immer die Gruppenphase überstanden und in die K.-o.-Runde einzogen. Island und Nordirland überstanden bei ihrer bisher einzigen Teilnahme 2016 auf Anhieb die Gruppenphase, ebenso wie Georgien im Jahr 2024.

### Höchste Siege
| Runde                     | Sieger      | Verlierer        | Ergebnis  | Jahr |
| ------------------------- | ----------- | ---------------- | --------- | ---- |
| Vorrunde                  | Frankreich  | Belgien          | 5:0       | 1984 |
|                           | Dänemark    | Jugoslawien      | 5:0       | 1984 |
|                           | Schweden    | Bulgarien        | 5:0       | 2004 |
|                           | Spanien     | Slowakei         | 5:0       | 2021 |
| Achtelfinale (seit 2016)  | Belgien     | Ungarn           | 4:0       | 2016 |
|                           | Dänemark    | Wales            | 4:0       | 2021 |
| Viertelfinale (seit 1996) | Niederlande | BR Jugoslawien   | 6:1       | 2000 |
| Halbfinale                | UdSSR       | Tschechoslowakei | 3:0       | 1960 |
|                           | UdSSR       | Dänemark         | 3:0       | 1964 |
|                           | Spanien     | Russland         | 3:0       | 2008 |
| Spiel um Platz 3          | Ungarn      | Dänemark         | 3:1 n. V. | 1964 |
| Finale                    | Spanien     | Italien          | 4:0       | 2012 |
| Anmerkungen: 1.           |             |                  |           |      |

## Tore
- Der höchste Sieg: Niederlande – Jugoslawien 6:1 (VF 2000)

- Die torreichsten Spiele:
  - 9 Tore: Jugoslawien – Frankreich 5:4 (HF 1960)
  - 8 Tore: Kroatien – Spanien 3:5 n. V. (AF 2021) – erstes Spiel mit acht verschiedenen Torschützen
  - 7 Tore: Niederlande – Jugoslawien 6:1 (VF 2000), Jugoslawien – Spanien 3:4 (VR 2000), Frankreich – Island 5:2 (VF 2016)

- Die torreichsten Finale: 4 Tore: Tschechoslowakei – Deutschland 2:2 n. V. (1976), Spanien – Italien 4:0 (2012)
- Die meisten Tore im Schnitt: 4,75 (1976 in 4 Spielen)
- Die wenigsten Tore im Schnitt: 1,4 (1968 in 5 Spielen)
- Rekordtorschütze: Cristiano Ronaldo (Portugal) 14 Tore (erster Torschütze bei 5 Turnieren: 2004: 2, 2008: 1, 2012: 3, 2016: 3; 2021: 5)
- Meiste Tore in einer einzelnen Endrunde: Michel Platini 9 Tore (1984)
- Meiste Tore in der Vorrunde bei einem Turnier: Michel Platini 7 Tore (1984)
- Meiste Tore in der K.-o.-Runde: Antoine Griezmann 5 Tore (2016)
- Das erste Tor bei einer Endrunde erzielte Milan Galić (Jugoslawien) in der 11. Minute des Spiels Frankreich – Jugoslawien am 6. Juli 1960
- Erster verwandelter Elfmeter: Dezső Novák am 20. Juni 1964 in der 107. Minute des Spiels um Platz drei zwischen Ungarn – Dänemark zum 2:1 (Endstand 3:1)
- Erster Elfmeter in der Nachspielzeit: Am 21. Juni 2000 in der 4. Minute der Nachspielzeit des Spiels Jugoslawien – Spanien zum zwischenzeitlichen 3:3-Ausgleich für Spanien durch Gaizka Mendieta. In der 6. Minute der Nachspielzeit fiel noch das 4:3 für Spanien.
- Erstes Eigentor: Anton Ondruš am 16. Juni 1976 im Halbfinalspiel Tschechoslowakei – Niederlande zum zwischenzeitlichen 1:1 (Endstand 3:1)
- Meisten Eigentore bei einer EM: 11 Eigentore (2021) – mehr als in allen Turnieren zuvor zusammen.
- Die schnellsten Torschützen:[3]

1. Nedim Bajrami (Albanien) nach 23 Sekunden am 15. Juni 2024 im Vorrundenspiel Italien – Albanien (Endstand 2:1)
2. Merih Demiral (Türkei) nach 57 Sekunden am 2. Juli 2024 im Achtelfinalspiel Österreich – Türkei (Endstand 1:2)
3. Dmitri Kiritschenko (Russland) nach 1:07 Minuten am 20. Juni 2004 im Vorrundenspiel Russland – Griechenland (Endstand 2:1)
4. Youri Tielemans (Belgien) nach 1:13 Minuten am 22. Juni 2024 im Vorrundenspiel Belgien – Rumänien (Endstand 2:0)
5. Emil Forsberg (Schweden) nach 1:22 Minuten am 20. Juni 2021 im Vorrundenspiel Schweden – Polen (Endstand 3:2)
6. Chwitscha Kwarazchelia (Georgien) nach 1:34 Minuten am 26. Juni 2024 im Vorrundenspiel Georgien – Portugal (Endstand 2:0)
7. Yussuf Poulsen (Dänemark) nach 1:39 Minuten am 17. Juni 2021 im Vorrundenspiel Dänemark – Belgien (Endstand 1:2)
8. Robert Lewandowski (Polen) nach 1:40 Minuten am 30. Juni 2016 im Viertelfinalspiel Polen – Portugal (Endstand 1:1 n. V., 3:5 i. E.)
9. Luke Shaw (England) nach 1:56 Minuten am 11. Juli 2021 im Endspiel Italien – England (Endstand 1:1 n. V., 3:2 i. E., zugleich schnellstes Tor in einem EM-Finale)
10. Robbie Brady (Irland) nach 2:00 Minuten am 26. Juni 2016 im Achtelfinalspiel Frankreich – Irland per Elfmeter (Endstand 2:1)
- Das schnellste Tor in einem Finale: Luke Shaw nach 1:56 Minuten am 11. Juli 2021 für England (Endstand 1:1 n. V., 2:3 i. E.)
- Die frühesten Elfmetertore:

1. Robbie Brady (Irland) nach 2:00 Minuten 2016 im Spiel Frankreich – Irland
2. Luka Modrić (Kroatien) nach 3:34 Minuten 2008 im Spiel Österreich – Kroatien
- Jüngster EM-Torschütze: Lamine Yamal (Spanien) bei der EM 2024 mit 16 Jahren und 362 Tagen
- Ältester EM-Torschütze: Luka Modrić (Kroatien), geboren am 9. September 1985, im Spiel Kroatien – Italien bei der EM 2024 mit 38 Jahren und 289 Tagen
- Ältester Finaltorschütze: Leonardo Bonucci mit 34 Jahren und 71 Tagen im Finale 2021
- Einziger „lupenreiner“ Hattrick: Michel Platini (Frankreich), am 19. Juni 1984 im Gruppenspiel gegen Jugoslawien durch Tore in der 59., 61. und 76. Minute.
- Erstes Golden Goal: Oliver Bierhoff im Finale 1996 zum 2:1 n.GG.
- Letztes Golden Goal: David Trezeguet im Finale 2000 zum 2:1 n.GG.
- Einziges Silver Goal: Traianos Dellas im Halbfinale 2004 zum 1:0 n.SG.

### Jubiläumstore
| 1.                   | Milan Galić         | 0:1 (11.)     | Frankreich – Jugoslawien 4:5             | 06.07.1960 |
| 50.                  | Zdeněk Nehoda       | 02:1 (114.)   | Tschechoslowakei – Niederlande 3:1 n. V. | 16.06.1976 |
| 100.                 | Alain Giresse       | 2:0 (33.)     | Frankreich – Belgien 5:0                 | 16.06.1984 |
| 150.                 | Marco van Basten    | 1:3 (75.)     | England – Niederlande 1:3                | 15.06.1988 |
| 200.                 | Kim Vilfort         | 2:0 (78.)     | Dänemark – Deutschland 2:0               | 26.06.1992 |
| 250.                 | Jan Suchopárek      | 1:00 (5.)     | Tschechien – Russland 3:3                | 19.06.1996 |
| 300.                 | Zlatko Zahovič      | 1:1 (59.)     | Slowenien – Spanien 1:2                  | 18.06.2000 |
| 350.                 | Giorgos Karagounis  | 0:10 (7.)     | Portugal – Griechenland 1:2              | 12.06.2004 |
| 400.                 | Thierry Henry       | 1:3 (84.)     | Schweiz – Frankreich 1:3                 | 21.06.2004 |
| 450.                 | Darijo Srna         | 1:0 (24.)     | Kroatien – Deutschland 2:1               | 12.06.2008 |
| 500.                 | Xavi                | 0:1 (50.)     | Russland – Spanien 0:3                   | 26.06.2008 |
| 550.                 | Giorgos Karagounis  | 01:0 (45.+2') | Griechenland – Russland 1:0              | 16.06.2012 |
| 600.                 | Nani                | 1:0 (31.)     | Portugal – Island 1:1                    | 14.06.2016 |
| 650.                 | Xherdan Shaqiri     | 1:1 (82.)     | Schweiz – Polen 1:1 n. V. 4:5 i. E.      | 25.06.2016 |
| 700.                 | Michael Gregoritsch | 2:1 (78.)     | Österreich – Nordmazedonien 3:1          | 13.06.2021 |
| 750.                 | Georginio Wijnaldum | 0:2 (52.)     | Nordmazedonien – Niederlande 0:3         | 21.06.2021 |
| 800.                 | Haris Seferović     | 0:1 (15.)     | Frankreich – Schweiz 3:3 n. V. 4:5 i. E. | 28.06.2021 |
| 850.                 | Erik Janža          | 1:1 (77.)     | Slowenien – Dänemark 1:1                 | 16.06.2024 |
| 900.                 | Romano Schmid       | 1:2 (59.)     | Niederlande – Österreich 2:3             | 25.06.2024 |
| Stand: 25. Juni 2024 |                     |               |                                          |            |

## Platzverweise
- Erster Platzverweis: Alan Mullery (England), in der 87. Minute des Spiels Jugoslawien – England am 5. Juni 1968 (eine Minute nachdem das 1:0 gefallen war). Er war zudem der erste englische Spieler, der in einem Länderspiel vom Platz gestellt wurde.[5]
- Erster Platzverweis in einem Finale: Yvon Le Roux (Frankreich) 1984 in der 86. Minute des Spiels Frankreich – Spanien
- Erste Gelb-Rote Karte: Luigi Apolloni am 14. Juni 1996 in der 29. Minute des Gruppenspiels Tschechien – Italien
- Erste Platzverweise für Trainer: Josef Hickersberger und Joachim Löw am 16. Juni 2008 in der 41. Minute des Spiels Österreich – Deutschland
- Meiste Platzverweise in einem Spiel: 3 im Halbfinalspiel 1976 Tschechoslowakei – Niederlande – Jaroslav Pollák (60.), Johan Neeskens (76.), Willem van Hanegem (115.)
- Meiste Platzverweise: 4 Niederlande, alle gegen Tschechien/Tschechoslowakei

## K.-o.-Spiele
Stand: 14. Juli 2024
- Die meisten K.-o.-Spiele (inkl. Final- und Platzierungsspiele, ohne für den Gruppensieg oder 2. Platz entscheidende Spiele) bestritten:

1. Deutschland 22, davon 14 gewonnen (2 durch Elfmeterschießen), 1 durch Elfmeterschießen verloren
2. Spanien 19, davon 14 gewonnen (4 durch Elfmeterschießen), 2 durch Elfmeterschießen verloren
3. Italien 19, davon 11 gewonnen (4 durch Elfmeterschießen, 1 durch Los), 3 durch Elfmeterschießen verloren, 1 Spiel musste wiederholt werden
3.  Frankreich 19, davon 11 gewonnen (2 durch Elfmeterschießen), 2 durch Elfmeterschießen verloren
5. Portugal 17, davon 9 gewonnen (3 durch Elfmeterschießen), 2 durch Elfmeterschießen verloren
6. England 15, davon 8 gewonnen (2 durch Elfmeterschießen), 4 durch Elfmeterschießen verloren
7. Niederlande 14, davon 6 gewonnen (1 durch Elfmeterschießen), 3 durch Elfmeterschießen verloren
8. CSSR/Tschechien 13, davon 8 gewonnen (3 durch Elfmeterschießen)
9. UdSSR/Russland 12, davon 6 gewonnen, 1 durch Losentscheid verloren
- Die meisten Spiele mit Verlängerung: Italien (11), Portugal (9), Niederlande (7)
- Die meisten Spiele mit Verlängerung bei einem Turnier: Portugal (3/2016) und Italien (3/2021)

### Elfmeterschießen
- Die meisten Elfmeterschießen: Italien (7) England und Spanien (je 6), Portugal (5)
- Die meisten gewonnenen Elfmeterschießen: Spanien (4 von 6), Italien (4 von 7) und Tschechoslowakei/Tschechien (3 von 3) sowie Portugal (3 von 5)
- Die meisten verlorenen Elfmeterschießen: England (4 von 6), die Niederlande  und die Schweiz (je 3 von 4), Italien (3 von 7)
- Die meisten Tore in Elfmeterschießen fielen bei der EM 1996. Dort waren die Elfmeterschützen in 4 Elfmeterschießen 37 mal erfolgreich.
- Die meisten Elfmeterschießen bei einer EM: 1996 und 2021 (je 4 Elfmeterschießen)
- Die wenigsten Tore im Elfmeterschießen gab es bei der EM 1988. Dort gab es kein Elfmeterschießen, es gab aber auch nur 3 Spiele, in denen es ein Elfmeterschießen hätte geben können.
- Zwei Finalspiele wurde durch Elfmeterschießen entschieden: bei der EM 1976 siegte die Tschechoslowakei, nachdem es nach der regulären Spielzeit und der Verlängerung 2:2 stand; bei der Ausgabe 2021 setzte sich Italien nach einem 1:1 nach der Verlängerung gegen England durch.
- Die höchste Quote von Elfmeterschießen gibt es im Spiel um den 3. Platz. Zwischen 1976 und 1980 wurden 50 % im Elfmeterschießen entschieden, danach gab es aber kein Spiel mehr um Platz 3. Es folgen das Viertelfinale (seit 1996) mit 35,7 %, das Halbfinale (1976 und seit 1984) mit 31,8 % und das Achtelfinale (seit 2016) mit 12,5 % sowie das Finale mit 16,7 %.
- Die wenigsten Elfmeter wurden im Elfmeterschießen des Achtelfinales Portugal – Slowenien bei der EM 2024 verwandelt, nur drei von sechs Torschützen waren erfolgreich. Da Portugal damit 3:0 führte, mussten die folgenden vier Schützen nicht mehr antreten.
- Die meisten Elfmeter wurden im Elfmeterschießen des Spiels Tschechoslowakei – Italien (EM 1980, Spiel um Platz 3) verwandelt. 17 mal waren die Torschützen erfolgreich, mit einer Quote von 94,4 %.
- Die meisten Spieler einer Mannschaft, die in einem Elfmeterschießen verschossen: 4 (Italien) am 2. Juli 2016 beim 5:6 i. E. gegen Deutschland, davon zwei vom gegnerischen Torhüter gehalten und zwei neben bzw. über das Tor geschossen.
- Ältester und erfolgreichster Schütze: Cristiano Ronaldo zum vierten Mal am 5. Juli 2024 gegen Frankreich im Alter von 39 Jahren und 151 Tagen

#### Erfolgreiche Torhüter
- Erster Torhüter, der bei drei Endrunden einen Elfmeter im Elfmeterschießen halten konnte: Gianluigi Buffon (Italien) – 2008, 2012 und 2016 (je einen)
- Torhüter mit den meisten gehaltenen Elfmetern in Elfmeterschießen: Gianluigi Buffon (Italien), Iker Casillas (Spanien), Unai Simón (Spanien), Gianluigi Donnarumma (Italien), Diogo Costa (Portugal) und Jordan Pickford (England) – je 3
- Einziger Torhüter, der in einem Elfmeterschießen kein Gegentor bekam: Diogo Costa (Portugal) – Achtelfinale 2024 (drei gehaltene Elfmeter)
- Einziger Torhüter, der selber einen Elfmeter verwandelte: Ricardo (Portugal) – 2004 als letzter Schütze gegen England

| Alle Elfmeterschießen bei Europameisterschaften | Alle Elfmeterschießen bei Europameisterschaften | Alle Elfmeterschießen bei Europameisterschaften | Alle Elfmeterschießen bei Europameisterschaften | Alle Elfmeterschießen bei Europameisterschaften | Alle Elfmeterschießen bei Europameisterschaften | Alle Elfmeterschießen bei Europameisterschaften | Alle Elfmeterschießen bei Europameisterschaften                                                                                      | Alle Elfmeterschießen bei Europameisterschaften                | Alle Elfmeterschießen bei Europameisterschaften |
| Nr.                                             | Datum                                           | Gegner                                          | Anlass                                          | Stand nach 120 Minuten                          | Ausgang                                         | Erfolgreiche Schützen | Fehlschützen | Erfolgreiche Torhüter                                          |                                                 |
| ----------------------------------------------- | ----------------------------------------------- | ----------------------------------------------- | ----------------------------------------------- | ----------------------------------------------- | ----------------------------------------------- | --- | --- | -------------------------------------------------------------- | ----------------------------------------------- |
| 01                                              | 20.06.1976                                      | Tschechoslowakei – Deutschland                  | Finale                                          | 2:2                                             | 5:3                                             | CSSR: Marián Masný, Zdeněk Nehoda, Anton Ondruš, Ladislav Jurkemik, Antonín Panenka Deutschland: Rainer Bonhof, Heinz Flohe, Hans Bongartz | CSSR: keine Deutschland: Uli Hoeneß                                                                                                  |                                                                |                                                 |
| 02                                              | 21.06.1980                                      | Tschechoslowakei – Italien                      | Spiel um Platz 3                                | 1:1                                             | 9:8                                             | CSSR: Marián Masný, Zdeněk Nehoda, Anton Ondruš, Ladislav Jurkemik, Antonín Panenka, Koloman Gögh, Miroslav Gajdůšek, Ján Kozák, Jozef Barmoš Italien: Franco Causio, Alessandro Altobelli, Giuseppe Baresi, Antonio Cabrini, Romeo Benetti, Francesco Graziani, Gaetano Scirea, Marco Tardelli | CSSR: keine Italien: Fulvio Collovati                                                                                                | CSSR: Jaroslav Netolička (1)                                   |                                                 |
| 03                                              | 24.06.1984                                      | Spanien – Dänemark                              | Halbfinale                                      | 1:1                                             | 5:4                                             | Spanien: Santillana, Juan Señor, Santiago Urquiaga, Víctor Muñoz, Manuel Sarabia Dänemark: Kenneth Brylle Larsen, Jesper Olsen, Michael Laudrup, Søren Lerby | Spanien: keine Dänemark: Preben Elkjær Larsen                                                                                        |                                                                |                                                 |
| 04                                              | 22.06.1992                                      | Dänemark – Niederlande                          | Halbfinale                                      | 2:2                                             | 5:4                                             | Dänemark: Henrik Larsen, Flemming Povlsen, Lars Elstrup, Kim Vilfort, Kim Christofte Niederlande: Ronald Koeman, Dennis Bergkamp, Frank Rijkaard, Rob Witschge | Dänemark: keine Niederlande: Marco van Basten                                                                                        | Dänemark:Peter Schmeichel (1)                                  |                                                 |
| 05                                              | 22.06.1996                                      | England – Spanien                               | Viertelfinale                                   | 0:0                                             | 4:2                                             | England: Alan Shearer, David Platt, Stuart Pearce, Paul Gascoigne Spanien: Guillermo Amor, Alberto Belsué | England: keine Spanien: Fernando Hierro, Miguel Ángel Nadal                                                                          | England: David Seaman (1)                                      |                                                 |
| 06                                              | 22.06.1996                                      | Frankreich – Niederlande                        | Viertelfinale                                   | 0:0                                             | 5:4                                             | Frankreich: Zinédine Zidane, Youri Djorkaeff, Bixente Lizarazu, Vincent Guérin, Laurent Blanc Niederlande: Johan de Kock, Ronald de Boer, Patrick Kluivert, Danny Blind | Frankreich: keine Niederlande: Clarence Seedorf                                                                                      | Frankreich: Bernard Lama (1)                                   |                                                 |
| 07                                              | 26.06.1996                                      | Tschechien – Frankreich                         | Halbfinale                                      | 0:0                                             | 6:5                                             | Tschechien: Luboš Kubík, Pavel Nedvěd, Patrik Berger, Karel Poborský, Karel Rada, Miroslav Kadlec Frankreich: Zinédine Zidane, Youri Djorkaeff, Bixente Lizarazu, Vincent Guérin, Laurent Blanc                                                                                                 | Tschechien: keine Frankreich: Reynald Pedros                                                                                         | Tschechien: Petr Kouba (1)                                     |                                                 |
| 08                                              | 22.06.1996                                      | Deutschland – England                           | Halbfinale                                      | 1:1                                             | 6:5                                             | Deutschland: Thomas Häßler, Thomas Strunz, Stefan Reuter, Christian Ziege, Stefan Kuntz, Andreas Möller England: Alan Shearer, David Platt, Stuart Pearce, Paul Gascoigne, Teddy Sheringham | Deutschland:keine England: Gareth Southgate                                                                                          | Deutschland: Andreas Köpke (1)                                 |                                                 |
| 09                                              | 29.06.2000                                      | Italien – Niederlande                           | Halbfinale                                      | 0:0                                             | 3:1                                             | Italien: Luigi Di Biagio, Gianluca Pessotto, Francesco Totti Niederlande: Patrick Kluivert | Italien: Paolo Maldini Niederlande: Frank de Boer, Jaap Stam, Paul Bosvelt                                                           | Italien: Francesco Toldo (1)                                   |                                                 |
| 10                                              | 24.06.2004                                      | Portugal – England                              | Viertelfinale                                   | 2:2                                             | 6:5                                             | Portugal: Deco, Simão, Cristiano Ronaldo, Maniche, Hélder Postiga, Ricardo (TW) England: Michael Owen, Frank Lampard, John Terry, Owen Hargreaves, Ashley Cole | Portugal: Rui Costa England: David Beckham, Darius Vassell                                                                           | Portugal: Ricardo (1)                                          |                                                 |
| 11                                              | 26.06.2004                                      | Niederlande – Schweden                          | Viertelfinale                                   | 0:0                                             | 5:4                                             | Niederlande: Ruud van Nistelrooy, John Heitinga, Michael Reiziger, Roy Makaay, Arjen Robben Schweden: Kim Källström, Henrik Larsson, Freddie Ljungberg, Christian Wilhelmsson | Niederlande: Phillip Cocu Schweden: Zlatan Ibrahimović, Olof Mellberg                                                                | Niederlande: Edwin van der Sar (1)                             |                                                 |
| 12                                              | 20.06.2008                                      | Türkei – Kroatien                               | Viertelfinale                                   | 1:1                                             | 3:1                                             | Türkei: Arda Turan, Semih Şentürk, Hamit Altıntop Kroatien: Darijo Srna | Türkei: keine Kroatien: Luka Modrić, Ivan Rakitić, Mladen Petrić                                                                     | Türkei: Rüştü Reçber (1)                                       |                                                 |
| 13                                              | 22.06.2008                                      | Spanien – Italien                               | Viertelfinale                                   | 0:0                                             | 4:2                                             | Spanien: David Villa, Santi Cazorla, Marcos Senna, Cesc Fàbregas Italien: Fabio Grosso, Mauro Camoranesi | Spanien: Daniel Güiza Italien: Daniele De Rossi, Antonio Di Natale                                                                   | Spanien: Iker Casillas (2) Italien: Gianluigi Buffon (1)       |                                                 |
| 14                                              | 24.06.2012                                      | Italien – England                               | Viertelfinale                                   | 0:0                                             | 4:2                                             | Italien: Mario Balotelli, Andrea Pirlo, Antonio Nocerino, Alessandro Diamanti England: Steven Gerrard, Wayne Rooney | Italien: Riccardo Montolivo England: Ashley Young, Ashley Cole                                                                       | Italien: Gianluigi Buffon (1)                                  |                                                 |
| 15                                              | 27.06.2012                                      | Spanien – Portugal                              | Halbfinale                                      | 0:0                                             | 4:2                                             | Spanien: Andrés Iniesta, Gerard Piqué, Sergio Ramos, Cesc Fàbregas Portugal: Pepe, Nani | Spanien: Xabi Alonso Portugal: João Moutinho, Bruno Alves                                                                            | Spanien: Iker Casillas (1) Portugal: Rui Patrício (1)          |                                                 |
| 16                                              | 25.06.2016                                      | Polen – Schweiz                                 | Achtelfinale                                    | 1:1                                             | 5:4                                             | Polen: Robert Lewandowski, Arkadiusz Milik, Kamil Glik, Jakub Błaszczykowski, Grzegorz Krychowiak Schweiz: Stephan Lichtsteiner, Xherdan Shaqiri, Fabian Schär, Ricardo Rodríguez | Polen: keine Schweiz: Granit Xhaka                                                                                                   |                                                                |                                                 |
| 17                                              | 25.06.2016                                      | Portugal – Polen                                | Viertelfinale                                   | 1:1                                             | 5:3                                             | Portugal: Cristiano Ronaldo, Renato Sanches, João Moutinho, Nani, Ricardo Quaresma Polen: Robert Lewandowski, Arkadiusz Milik, Kamil Glik | Portugal: keine Polen: Jakub Błaszczykowski                                                                                          | Portugal: Rui Patrício (1)                                     |                                                 |
| 18                                              | 02.07.2016                                      | Deutschland – Italien                           | Viertelfinale                                   | 1:1                                             | 6:5                                             | Deutschland: Toni Kroos, Julian Draxler, Mats Hummels, Joshua Kimmich, Jérôme Boateng, Jonas Hector Italien: Lorenzo Insigne, Andrea Barzagli, Emanuele Giaccherini, Marco Parolo, Mattia De Sciglio                                                                                            | Deutschland:Thomas Müller, Mesut Özil, Bastian Schweinsteiger Italien: Simone Zaza, Graziano Pellè, Leonardo Bonucci, Matteo Darmian | Deutschland: Manuel Neuer (2) Italien: Gianluigi Buffon (1)    |                                                 |
| 19                                              | 28.06.2021                                      | Frankreich – Schweiz                            | Achtelfinale                                    | 3:3                                             | 4:5                                             | Frankreich: Paul Pogba, Olivier Giroud, Marcus Thuram, Presnel Kimpembe Schweiz: Mario Gavranović, Fabian Schär, Manuel Akanji, Ruben Vargas, Admir Mehmedi | Frankreich:Kylian Mbappé Schweiz: keine                                                                                              | Schweiz: Yann Sommer (1)                                       |                                                 |
| 20                                              | 02.07.2021                                      | Spanien – Schweiz                               | Viertelfinale                                   | 1:1                                             | 3:1                                             | Spanien: Dani Olmo, Gerard Moreno, Mikel Oyarzabal Schweiz: Mario Gavranović | Spanien:Sergio Busquets, Rodri Schweiz: Fabian Schär, Manuel Akanji, Ruben Vargas                                                    | Spanien: Unai Simón (2) Schweiz: Yann Sommer (1)               |                                                 |
| 21                                              | 06.07.2021                                      | Italien – Spanien                               | Halbfinale                                      | 1:1                                             | 4:2                                             | Italien:Andrea Belotti, Leonardo Bonucci, Federico Bernardeschi, Jorginho Spanien: Gerard Moreno, Thiago | Italien:Manuel Locatelli Spanien: Dani Olmo, Álvaro Morata                                                                           | Italien: Gianluigi Donnarumma (1) Spanien: Unai Simón (1)      |                                                 |
| 22                                              | 11.07.2021                                      | Italien – England                               | Finale                                          | 1:1                                             | 3:2                                             | Italien: Domenico Berardi, Leonardo Bonucci, Federico Bernardeschi England: Harry Kane, Harry Maguire | Italien: Andrea Belotti, Jorginho England: Marcus Rashford, Jadon Sancho, Bukayo Saka                                                | Italien: Gianluigi Donnarumma (2) England: Jordan Pickford (2) |                                                 |
| 23                                              | 01.07.2024                                      | Portugal – Slowenien                            | Achtelfinale                                    | 0:0                                             | 3:0                                             | Portugal: Cristiano Ronaldo, Bruno Fernandes, Bernardo Silva | Slowenien: Josip Iličić, Jure Balkovec, Benjamin Verbič                                                                              | Portugal: Diogo Costa (3)                                      |                                                 |
| 24                                              | 05.07.2024                                      | Portugal – Frankreich                           | Viertelfinale                                   | 0:0                                             | 3:5                                             | Portugal: Cristiano Ronaldo, Bernardo Silva, Nuno Mendes Frankreich: Ousmane Dembélé, Youssouf Fofana, Jules Koundé, Bradley Barcola, Theo Hernández | Portugal: João Félix |                                                                |                                                 |
| 25                                              | 06.07.2024                                      | England – Schweiz                               | Viertelfinale                                   | 1:1                                             | 5:3                                             | England: Cole Palmer, Jude Bellingham, Bukayo Saka, Ivan Toney, Trent Alexander-Arnold Schweiz: Fabian Schär, Xherdan Shaqiri, Zeki Amdouni | Schweiz: Manuel Akanji | England: Jordan Pickford                                       |                                                 |

## Zuschauer
- Die meisten Zuschauer bei einem Spiel: 125.000 beim Halbfinale Spanien – Ungarn 1964[6], Stadion: Estadio Santiago Bernabéu (Madrid)
- Die wenigsten Zuschauer bei einem Spiel: 1.700 beim Halbfinale UdSSR – Ungarn 1972[7] (andere Quelle: 2.000[8]), Stadion: Stade Émile Versé (Brüssel)
- Die meisten Zuschauer im Schnitt: 62.379 (Deutschland 1988)[9]
- Die wenigsten Zuschauer im Schnitt: 20.400 (Frankreich 1960)
- Die meisten Zuschauer bei einem Turnier: 2.681.288 Zuschauer (Euro 2024)[9]

## Gastgeber und Europameister
Die Gastgeber wurden
- Europameister: 3× (Spanien 1964, Italien 1968, Frankreich 1984)
- Vize-Europameister: 2× (Portugal 2004, Frankreich 2016, England 2021 als einer von 11 Gastgebern/1 K.-o.-Spiel aber auf neutralem Platz)
- Dritter: 1× (Belgien 1972)
- Vierter: 3× (Frankreich 1960, Jugoslawien 1976, Italien 1980), bis einschl. 1976 konnte der Gastgeber aber nie schlechter als Vierter werden, da nur vier Mannschaften an der Endrunde teilnahmen.
- kamen bis ins Halbfinale: 5× (Deutschland 1988, Schweden 1992, England 1996, Niederlande 2000, Spanien 2021 als einer von 11 Gastgebern/3 K.-o.-Spiele aber auf neutralem Platz)
- schieden im Viertelfinale aus: (Deutschland 2024)
- schieden im Achtelfinale aus: (Deutschland und die Niederlande 2021 als zwei von 11 Gastgebern, aber Ausscheiden auf neutralem Platz)
- schieden in der Gruppenphase aus: 8× (Belgien 2000, Schweiz und Österreich 2008, Polen und Ukraine 2012, Russland, Schottland und Ungarn 2021, wobei Russland, Schottland und Ungarn 2021 auch je ein Auswärtsspiel hatten)
- waren nicht qualifiziert: 2× (Aserbaidschan und Rumänien 2021 als zwei von 11 Gastgebern)
- wurden die Spiele entzogen: 1× (Irland als nicht qualifizierter Gastgeber, nachdem die Stadt Dublin wegen der COVID-19-Pandemie keine Zuschauer zulassen wollte)

Bis 1976 und für 2021 mussten sich der/die Gastgeber qualifizieren.
Der Gastgeber schied siebenmal gegen den späteren Europameister aus:
- 1972: Belgien gegen Deutschland im Halbfinale
- 1988: Deutschland gegen die Niederlande im Halbfinale
- 1996: England gegen Deutschland im Halbfinale
- 2004: Portugal gegen Griechenland im Finale
- 2016: Frankreich gegen Portugal im Finale
- 2021: England gegen Italien im Finale (Italien hatte aber in der Vorrunde auch 3 Heimspiele, England bestritt das Viertelfinale auf neutralem Platz), Spanien gegen Italien im Halbfinale (auf neutralem Platz, nach 3 Heimspielen in der Gruppenphase)
- 2024: Deutschland gegen Spanien im Viertelfinale

Deutschland spielte am häufigsten gegen den Gastgeber:
- 1972 Halbfinale, 1976 Halbfinale, 1992 Halbfinale, 1996 Halbfinale, 2008 Vorrunde, 2016 Halbfinale, 2021 Achtelfinale

Bisher waren erst vier Länder Gastgeber, die zuvor schon einmal Europameister waren: Italien (1980), Deutschland (1988 und 2024), Niederlande (2000 als Co-Gastgeber), Frankreich (2016) 2021 waren zudem Dänemark, Deutschland, Italien, die Niederlande, Russland (als Nachfolger der UdSSR) und Spanien Gastgeber in der Gruppenphase.
Drei Länder waren 3× Gastgeber: Frankreich (1960, 1984 und 2016), Italien (1968, 1980 und 2021/Gruppenphase und ein Viertelfinale), Deutschland (1988 und 2021/Gruppenphase und ein Viertelfinale, 2024).
Fünf Länder waren 2× Gastgeber: Belgien (1972 und 2000/Co-Gastgeber), England (1996 und 2021/Gruppenphase und ein Achtelfinale, beide Halbfinale und das Finale), die Niederlande (2000/Co-Gastgeber und 2021/Gruppenphase und ein Achtelfinale) und Spanien (1964 und 2021/Gruppenphase und ein Achtelfinale).
Der Gastgeber stellte dreimal (1984, 1996 und 2016) den alleinigen Torschützenkönig, sowie 5× (1960, 1964, 1992, 2000 und 2024) einen Spieler, der mit mindestens einem anderen zusammen die meisten Tore erzielte.
Der Europameister stellte fünfmal (1972, 1980, 1984, 1988 und 2008) den besten Torschützen, sowie 5× (1960, 1964, 1992, 2012 und 2024) mindestens einen Spieler, der mit mehreren anderen zusammen die meisten Tore erzielte.
Der amtierende Europameister musste sich immer erneut qualifizieren und
- konnte den Titel verteidigen: 1× (Spanien 2012)
- wurde Zweiter: 2× (UdSSR 1964, Deutschland 1976)
- wurde Dritter: 1× (Tschechoslowakei 1980)
- schied im Halbfinale aus: 1× (Niederlande 1992)
- schied im Viertelfinale aus: 1× (Frankreich 2004)
- schied im Achtelfinale aus: 3× (Spanien 2016, Portugal 2021, Italien 2024)
- schied in der Vorrunde aus: 4× (Deutschland 1984, Dänemark 1996, Deutschland 2000, Griechenland 2008)
- war für die Endrunde nicht qualifiziert: 3× (Spanien 1968, Italien 1972, Frankreich 1988)
- wurde Weltmeister: 2× (Deutschland 1974, Spanien 2010)

Europameister wurde eine Mannschaft
- als Gastgeber und ehemaliger Europameister: nie (möglich wäre es 1980 für Italien, 1988 für Deutschland, 2000 für die Niederlande und 2016 für Frankreich gewesen)
- als ehemaliger Europameister: 6× (Deutschland 1980, Deutschland 1996, Frankreich 2000, Spanien 2008, 2012 und 2024, Italien 2021)
- 7× wurde eine Mannschaft Europameister, die nicht Gastgeber oder schon einmal Europameister war (UdSSR 1960, Deutschland 1972, ČSSR 1976, Niederlande 1988, Dänemark 1992, Griechenland 2004, Portugal 2016)
- 1×, die ihr erstes Spiel verloren hat (Niederlande 1988, 0:1 gegen die Sowjetunion, die im Finale mit 2:0 besiegt wurde). Tschechien und Portugal erreichten zwar 1996 bzw. 2004 auch nach einer Auftaktniederlage (0:2 gegen Deutschland bzw. 1:2 gegen Griechenland) das Finale, verloren dort aber erneut gegen den Gegner aus dem Auftaktspiel, diesmal mit 1:2 d.G.G. bzw. 0:1.
- 4×, die ein Spiel in der Vorrunde verloren hat: Niederlande 1988, Dänemark 1992 (0:1 gegen Schweden) Frankreich 2000 (2:3 gegen die Niederlande) und Griechenland 2004 (1:2 gegen Russland)
- 1×, die kein Spiel in der Vorrunde gewann: Portugal 2016
- 1×, die sieben Spiele ohne Elfmeterschießen gewann: Spanien 2024

Die UdSSR bzw. Russland spielte am häufigsten (9×) gegen den späteren Europameister (1964, 1968, 1972, 1988 (2×), 1996, 2004, 2008 (2×))
Portugal (1984, 1996 und 2000 jeweils in der Vorrunde, 2012 im Halbfinale) spielte am häufigsten gegen den amtierenden Europameister.

## Spiele der Europameister gegeneinander
1980 trafen mit Deutschland und der Tschechoslowakei in der Vorrunde (1:0) erstmals zwei ehemalige Europameister bei einer EM aufeinander. Es war zudem das erste Spiel eines amtierenden Europameisters gegen den unmittelbaren Vorgänger und Nachfolger. Die meisten Spiele (11) zwischen ehemaligen bzw. amtierenden Europameistern bzw. deren Nachfolgestaaten bei einer EM gab es 2012. 1996 und 2000 gab es je eine Vorrundengruppe, in der nur ehemalige Europameister vertreten waren. In beiden Fällen ging der spätere Europameister aus diesen Gruppen hervor. Deutschland und die Tschechoslowakei bzw. deren Nachfolger Tschechien sind die einzigen Mannschaften, die bereits gegen alle anderen Europameister gespielt haben. Dabei spielte Deutschland am häufigsten gegen die anderen Europameister (33×).
|                            | Dänemark      | Deutschland   | Frankreich    | Griechenland  | Italien       | Niederlande   | Portugal      | Spanien        | CSSR/ Tschechien | Sowjetunion/ GUS/ Russland | Summe             |
| -------------------------- | ------------- | ------------- | ------------- | ------------- | ------------- | ------------- | ------------- | -------------- | ---------------- | -------------------------- | ----------------- |
| Dänemark                   |               | 1 – 0 – 3 3:6 | 1 – 0 – 2 2:5 |               | 0 – 1 – 1 0:2 | 2 – 0 – 1 3:5 | 0 – 1 – 1 3:4 | 0 – 0 – 2 3:4  | 0 – 0 – 2 0:5    | 1 – 0 – 1 4:4              | 5 – 2 – 13 18:35  |
| Deutschland                | 3 – 0 – 1 6:3 |               | 0 – 0 – 2 0:3 | 1 – 1 – 0 4:2 | 1 – 2 – 1 3:4 | 2 – 1 – 2 8:9 | 3 – 1 – 1 8:7 | 1 – 0 – 3 3:4  | 3 – 0 – 2 8:5    | 2 – 1 – 0 7:1              | 16 – 6 – 12 47:38 |
| Frankreich                 | 2 – 0 – 1 5:2 | 2 – 0 – 0 3:0 |               | 0 – 0 – 1 0:1 | 1 – 0 – 1 2:3 | 1 – 1 – 2 3:7 | 3 – 1 – 1 7:6 | 2 – 1 – 2 6:6  | 1 – 0 – 2 2:3    |                            | 12 – 3 – 10 28:26 |
| Griechenland               |               | 0 – 1 – 1 2:4 | 1 – 0 – 0 1:0 |               |               | 0 – 0 – 1 0:1 | 2 – 0 – 0 3:1 | 0 – 1 – 1 2:3  | 1 – 0 – 2 3:5    | 1 – 0 – 2 2:3              | 5 – 2 – 7 13:17   |
| Italien                    | 1 – 1 – 0 2:0 | 1 – 2 – 1 4:3 | 1 – 0 – 1 1:2 |               |               | 1 – 0 – 1 0:3 |               | 3 – 2 – 3 5:7  | 0 – 0 – 2 2:3    | 2 – 0 – 1 2:3              | 9 – 5 – 9 18:21   |
| Niederlande                | 1 – 0 – 2 5:3 | 2 – 1 – 2 9:8 | 2 – 1 – 1 7:3 | 1 – 0 – 0 1:0 | 1 – 0 – 1 3:0 |               | 0 - 0 - 2 2:4 |                | 1 – 1 – 3 5:9    | 1 – 1 – 2 3:4              | 9 – 4 – 13 35:31  |
| Portugal                   | 1 - 1 - 0 4:3 | 1 - 1 - 3 7:8 | 1 - 1 - 3 6:7 | 0 - 0 - 2 1:3 |               | 2 - 0 - 0 4:2 |               | 1 - 1 - 1 2:1  | 3 - 0 - 1 6:3    | 1 - 0 - 0 2:0              | 10 - 4 - 10 32:27 |
| Spanien                    | 2 – 0 – 0 4:3 | 3 – 0 – 1 4:3 | 2 – 1 – 2 6:6 | 1 – 1 – 0 3:2 | 3 – 2 – 3 7:5 |               | 1 - 1 - 1 1:2 |                | 1 – 0 – 0 1:0    | 4 – 0 – 0 10:2             | 17 – 5 – 7 36:23  |
| CSSR/ Tschechien           | 2 – 0 – 0 5:0 | 2 – 0 – 3 5:8 | 2 – 0 – 1 3:2 | 2 – 0 – 1 5:3 | 2 – 0 – 0 3:2 | 3 – 1 – 1 9:5 | 1 – 0 – 3 3:6 | 0 – 0 – 1 0:1  |                  | 0 – 1 – 2 4:10             | 14 – 2 – 12 37:37 |
| Sowjetunion/ GUS/ Russland | 1 – 0 – 1 4:4 | 0 – 1 – 2 1:7 |               | 2 – 0 – 1 3:2 | 1 – 0 – 2 3:2 | 2 – 1 – 1 4:3 | 0 – 0 – 1 0:2 | 0 – 0 – 4 2:10 | 2 – 1 – 0 10:4   |                            | 8 – 3 – 12 27:34  |

- Anmerkungen:
  - ohne Tore in Elfmeterschießen, die Entscheidung im Elfmeterschießen oder durch Losentscheid wurde als Sieg bzw. Niederlage gewertet
  - hellblauer Hintergrund: Paarungen bei der EM 2024
  - kursiv gesetzte Mannschaften sind 2024 nicht qualifiziert
  - Stand: 9. Juli 2024

### Spiele der Titelverteidiger gegen den Nachfolger
Siebenmal kam es bei Europameisterschaften zu Spielen zwischen dem Titelverteidiger und seinem unmittelbaren Nachfolger:
- 1964: Spanien – UdSSR 2:1 im Finale
- 1976: Tschechoslowakei – Deutschland 2:2 n. V. 5:3 i. E. im Finale
- 1980: Deutschland – Tschechoslowakei 1:0 in der Vorrunde (Eröffnungsspiel)
- 1992: Dänemark – Niederlande 2:2 n. V. 5:4 i. E. im Halbfinale
- 2004: Griechenland – Frankreich – 1:0 im Viertelfinale
- 2008: Spanien – Griechenland – 2:1 in der Vorrunde
- 2024: Spanien – Italien – 1:0 in der Vorrunde

## Europameister bei Weltmeisterschaften
Der amtierende Europameister
- wurde Weltmeister: 2× (Deutschland/1974, Spanien/2010)
- wurde Vizeweltmeister: 2× (Italien/1970, Deutschland/1982)
- wurde Dritter: 1× (Frankreich/1986)
- schied im Viertelfinale aus: 2× (UdSSR/1962 gegen den Gastgeber, Deutschland/1998)
- schied im Achtelfinale aus: 2× (Niederlande/1990 gegen den späteren Weltmeister, Portugal/2018)
- schied in der Vorrunde aus: 3× (Spanien/1966, Frankreich/2002, Spanien/2014)
- konnte sich nicht qualifizieren: 4× (Tschechoslowakei/1978, Dänemark/1994, Griechenland/2006, Italien/2022)

## Europameister beim Konföderationen-Pokal
Der amtierende Europameister
- gewann: 3× (Dänemark/1995, Frankreich 2001 und 2003)
- wurde Zweiter: 1× (Spanien/2013)
- wurde Dritter: 2× (Spanien/2009, Portugal/2017)
- nahm nicht teil: 2× (Dänemark/1992, Deutschland/1997)
- schied in der Vorrunde aus: 2× (Deutschland/1999 und Griechenland/2005)

Der Vertreter des amtierenden Europameisters
- wurde Dritter: 1× (Tschechien/1997 als Vertreter für Deutschland)

## Weltmeister bei Europameisterschaften
Der amtierende Weltmeister
- gewann die Europameisterschaft: 2000 (Frankreich), 2012 (Spanien)
- wurde Zweiter: 1976 und 1992 (Deutschland)
- wurde Dritter: 1968 (England)
- schied im Halbfinale aus: 2016 (Deutschland)
- schied im Viertelfinale aus: 2008 (Italien gegen den späteren Europameister)
- schied im Achtelfinale aus: 2021 (Frankreich)
- konnte sich für die EM nicht qualifizieren: 1984 (Italien)
- Erstmals trafen 2012 der aktuelle Weltmeister (Spanien) und sein Vorgänger (Italien) bei einer EM-Endrunde aufeinander. Dabei kamen im Vorrundenspiel bei Spanien 10 und bei Italien drei Spieler aus den WM-Finalspielen zum Einsatz. Beide trafen zudem im Finale erneut aufeinander. Zuvor war diese Begegnung nicht möglich, da erstmals 2006 und 2010 nacheinander zwei europäische Mannschaften Weltmeister wurden. Bereits 2008 standen sich der damalige Weltmeister Italien und Nachfolger Spanien im Viertelfinale gegenüber, wobei bei Italien 8 Spieler des WM-Finales 2006 und bei Spanien 9 Spieler des Finales 2010 zum Einsatz kamen.
- Bei acht Austragungen (zuletzt 2024) nahm der Weltmeister nicht teil, da der Weltmeister aus Südamerika kam.

## Neulinge
Die EM-Neulinge (ab 1964)
- scheiterten 4× in der Gruppenphase mit 24 Teilnehmern (ab 2016): Albanien (2016), Nordmazedonien# (2021), Finnland# (2021), Serbien*# (2024)
- scheiterten 10× in der Gruppenphase mit 16 Teilnehmern (1996 bis 2012): Bulgarien (1996), Schweiz (1996), Türkei (1996), Russland* (1996), Norwegen# (2000), Slowenien (2000), Lettland# (2004), Österreich (2008), Polen (2008), Ukraine (2012)
- scheiterten 5× in der Gruppenphase mit 8 Teilnehmern (1980 bis 1992): Griechenland (1980), Rumänien (1984), Irland (1988), GUS*# (1992), Schottland (1992)
- scheiterten 3× im Achtelfinale (ab 2016): Nordirland# (2016), Slowakei (2016), Georgien# (2024)
- scheiterten 2× im Viertelfinale (bei 16 Teilnehmern, 1996 bis 2012): Kroatien (1996), BR Jugoslawien*# (2000)
- scheiterten 1× im Viertelfinale (bei 24 Teilnehmern ab 2016): Island# (2016)
- scheiterten 2× im Halbfinale (bei 8 Teilnehmern, 1984 bis 1992): Portugal (1984), Schweden (1992)
- scheiterten 1× im Halbfinale (bei 24 Teilnehmern ab 2016): Wales (2016)
- wurden 1× Vierter (bei 4 Teilnehmern, 1964 bis 1976): Dänemark (1964)
- wurden 4× Dritter (bei 4 Teilnehmern): Ungarn (1964), England (1968), Belgien (1972), Niederlande (1976)
- wurden 1× Zweiter (bei 16 Teilnehmern): Tschechien* (1996)
- wurden 3× Europameister (bei 4 Teilnehmern): Spanien (1964), Italien (1968), BR Deutschland (1972)

Anmerkungen:
Kursiv gesetzte Länder waren als Neuling auch Gastgeber
Mit # gekennzeichnete nahmen bis dato nur 1× teil
Mit „*“ gekennzeichnete Mannschaften gelten als Nachfolger anderer Mannschaften, die bereits bei der ersten Austragung 1960 dabei waren.

## Finale

### Rangliste der Endspielteilnahmen in Folge
1.  BR Deutschland (1972, 1976, 1980) = 3, davon 2 gewonnen
2.  Spanien (2008, 2012) = 2, beide gewonnen
3.  Sowjetunion (1960, 1964),  Deutschland (1992, 1996) = je 2, davon je 1 gewonnen
5.  England (2021, 2024) = 2, beide verloren

### Rangliste der Vize-Europameister
| Rang | Anzahl | Land        | bei EM           |
| ---- | ------ | ----------- | ---------------- |
| 1    | 3      | Deutschland | 1976, 1992, 2008 |
|      |        | Sowjetunion | 1964, 1972, 1988 |
| 3    | 2      | England     | 2021, 2024       |
|      |        | Italien     | 2000, 2012       |
|      |        | Jugoslawien | 1960, 1968       |
| 6    | 1      | Belgien     | 1980             |
|      |        | Frankreich  | 2016             |
|      |        | Portugal    | 2004             |
|      |        | Spanien     | 1984             |
|      |        | Tschechien  | 1996             |

### Finalteilnahmen
1. Deutschland (6)
2. Spanien (5)
3. Italien und UdSSR (je 4)
5. Frankreich (3)
6. England, Jugoslawien, Tschechoslowakei/Tschechien, Portugal (je 2)
10. Belgien, Dänemark, Griechenland, Niederlande (je 1)
- Dreimal standen Mannschaften im Finale, die ihr Auftaktspiel verloren haben: Niederlande (1988), Tschechien (1996) und Portugal (2004). Immer trafen sie dabei auf die Mannschaft, gegen die sie das Auftaktspiel verloren hatten. Nur die Niederlande konnten dann im Finale gewinnen.
- Neben den Niederlanden konnten noch Dänemark 1992 und Frankreich 2000 die EM als Sieger beenden, obwohl sie in der Gruppenphase nur Zweiter geworden waren.
- Portugal konnte die EM 2016 gewinnen, obwohl sie in der Gruppenphase nur Dritter geworden waren.
- Nur einmal (1992) standen zwei Mannschaften im Finale, die beide die Gruppenphase als Zweiter beendet hatten: Dänemark und Deutschland.
- Nur einmal (2012) standen zwei Mannschaften im Finale, die in der Gruppenphase gegeneinander remis spielten: Spanien und Italien.

### Finalteilnahmen als Spieler
Folgende Spieler standen bei zwei Turnieren in den Endspielen und konnten beide gewinnen:
- Aus Spanien: Xabi Alonso, Iker Casillas (beide Male als Kapitän), Cesc Fàbregas, Andrés Iniesta, Sergio Ramos, David Silva, Fernando Torres und Xavi (alle 2008 und 2012)[10] Dabei ist Fernando Torres der erste Spieler, dem in zwei Endspielen ein Tor gelang.

Folgende Spieler standen bei zwei Turnieren in den Endspielen, alle konnten aber nur einmal gewinnen:
- Aus der UdSSR: Valentin Iwanow, Lew Jaschin, Wiktor Ponedelnik (alle 1960 und 1964)
- aus Deutschland: Franz Beckenbauer (beide Male als Kapitän), Uli Hoeneß, Sepp Maier, Georg Schwarzenbeck, Herbert Wimmer (alle 1972 und 1976), Bernard Dietz (1976 und 1980), Thomas Häßler, Thomas Helmer, Jürgen Klinsmann, Matthias Sammer (alle 1992 und 1996)
- aus Portugal: Cristiano Ronaldo (2004 und 2016)

### Finalteilnahmen als Trainer
Folgende Trainer betreuten bei zwei Turnieren Mannschaften, die das Endspiel erreichten, konnten aber nur einmal gewinnen: Helmut Schön (1972 und 1976) und Berti Vogts (1992 und 1996).

### Endrundenteilnahmen als Spieler und Trainer
Berti Vogts ( Deutschland: 1976 als Spieler, 1992 und 1996 als Trainer), erreichte immer das Finale. 1972 stand er zwar im Kader, kam aber wegen einer Verletzung nicht zum Einsatz. Er ist bislang der einzige, der als Spieler und Trainer Europameister und Vizeeuropameister werden konnte. 
Dino Zoff ( Italien: 1968, 2000) erreichte als Spieler und Trainer das Finale, konnte aber nur als Spieler den Titel holen.
Didier Deschamps ( Frankreich: 1992, 1996 und 2000 als Spieler und 2016 sowie 2021 als Trainer) gewann 2000 als Kapitän den Titel.
Vicente del Bosque ( Spanien): Nahm als Spieler (1980) und Trainer teil, erreichte aber nur als Trainer das Finale 2012, in dem seine Mannschaft den Titel verteidigen konnte.
Franz Beckenbauer ( Deutschland: 1972, 1976, 1988), Michel Platini ( Frankreich: 1984, 1992), Marco van Basten ( Niederlande: 1988, 2008), Frank Rijkaard ( Niederlande: 1988, 2000) und Laurent Blanc ( Frankreich: 1992, 1996 und 2000) nahmen sowohl als Spieler als auch als Trainer bzw. Teamchef an einer EM teil, konnten aber nur als Spieler das Finale erreichen und einmal gewinnen.
José Antonio Camacho ( Spanien) erreichte als Spieler 1984 das Finale, nahm als Spieler auch 1988 teil und als Trainer 2000.
Vincenzo Montella  ( Italien) erreichte als Spieler 2000 das Finale, wo er in der 86. Minute eingewechselt wurde, schied als Trainer der Türkei 2024 im Viertelfinale aus.
Slaven Bilić ( Kroatien: 1996, 2008 und 2012), Roberto Donadoni ( Italien: 1988, 1996, 2008), Srečko Katanec ( Jugoslawien: 1984,  Slowenien: 2000), Kevin Keegan ( England: 1980, 2000), Morten Olsen ( Dänemark: 1984, 1988, 2004 und 2012), Rudi Völler ( Deutschland: 1984, 1988, 1992/Armbruch im ersten Spiel, 2004) und Paulo Bento ( Portugal: 2000, 2012) nahmen als Spieler und Trainer bzw. Teamchef teil, konnten aber nie das Finale erreichen.

### Finalentscheidungen
- In der normalen Spielzeit: 9× (1964, 1972, 1980, 1984, 1988, 1992, 2004, 2008, 2012)
- In der Verlängerung: 4× (1960, 1996, 2000, 2016), davon 2× durch Golden Goal (1996 und 2000)
- Durch Elfmeterschießen: 2× (1976 und 2021)
- Durch Wiederholung: 1× (1968)

### Verwarnungen im Finale
Rangliste der Verwarnungen:
1. Deutschland: 11 (1972/0, 1976/0, 1980/1, 1992/5, 1996/3, 2008/2)
2. Italien: 9 (1968/0, 2000/3, 2012/1, 2021/5)
3. Portugal: 8 (2004/2, 2016/6)
4. Frankreich: 7 (6) (1984/2 oder 1, 2000/1, 2016/4), zudem eine rote Karte 1984
5. Spanien: 6 (7) (1964/0, 1984/2 oder 3, 2008/2, 2012/1, 2024/1)
6. Griechenland: 4 (alle 2004)
7. Sowjetunion: 4 (1960/0, 1964/0, 1972/1, 1988/3)
8. Belgien: 3 (1980)
9. Tschechoslowakei/Tschechien: 3 (1976/2 und 1996/1)
10. Niederlande: 2 (1988)
11. Dänemark: 1 (1992)
12. England: 1 (2021)
13. Jugoslawien: 0 (1960 und 1968)

Anmerkung: Bei den Spielen von 1960 bis 1968 werden in den Spielberichten der UEFA keine Verwarnungen genannt. Die erste belegte Verwarnung erhielt Wolodymyr Kaplytschnyj 1972 im Finale Deutschland – Sowjetunion. Für das Finale 1984 werden in den Quellen unterschiedliche Angaben gemacht.
Die meisten Gelben Karten gab es im Finale 2016: insgesamt 10, davon sechs für Sieger Portugal, der damit als Finalsieger mit den meisten gelben Karten die Griechen ablöste, die 2004 gegen Portugal vier Gelbe Karten erhalten hatten.

### Nachbarn im Finale
- 1968 (Jugoslawien), 1972 (Deutschland), 1984 (Spanien), 1988 (Niederlande) und 2008 (Deutschland) standen Nachbarn der/des Gastgeber(s) im Finale.
- 2000 (Frankreich) war ein Finalteilnehmer Nachbar eines Co-Gastgebers (Belgien). Das Finale fand aber nicht im Nachbarland statt.
- 1968 (Italien/Jugoslawien), 1976 (Deutschland/Tschechoslowakei), 1980 (Deutschland/Belgien), 1984 (Frankreich/Spanien), 1992 (Dänemark/Deutschland), 1996 (Deutschland/Tschechien) und 2000 (Frankreich/Italien) waren beide Finalteilnehmer Nachbarn.
- 1972 und 1988 wurden die im Finale stehenden Nachbarn des Gastgebers auch Europameister.

## Spiele um Platz 3
Das Spiel um Platz drei wurde nur bei den ersten sechs Endrunden ausgetragen
Platzierungen insgesamt:
1. Tschechoslowakei (2× Dritter)
2. Ungarn (1× Dritter, 1× Vierter)
3. Belgien, England, Niederlande (je 1× Dritter)

### Besonderheiten
- Die Gastgeber bestritten viermal das Spiel um Platz 3, konnten aber nur einmal (Belgien/1972) gewinnen.
- Die Tschechoslowakei wurde bei der ersten und letzten Austragung Dritter, in beiden Fällen gegen den Gastgeber und ist die einzige Mannschaft, die sowohl Europameister als auch Dritter durch ein Elfmeterschießen wurde.

## Trainer
- Roger Lemerre gewann mit Frankreich 2000 die Europameisterschaft und 2004 mit Tunesien die Afrikameisterschaft
- Helmut Schön gewann mit Deutschland 1972 die Europameisterschaft und 1974 die Weltmeisterschaft.
- Vicente del Bosque gewann mit Spanien 2010 die Weltmeisterschaft und 2012 die Europameisterschaft
- Otto Rehhagel (Deutschland) gewann als erster ausländischer Trainer 2004 mit Griechenland die Europameisterschaft.
- Lars Lagerbäck (Schweden) ist der erste Trainer, der bei drei und vier Endrunden als Trainer tätig war.
- Josef Piontek (Deutschland) ist der erste Trainer, der bei einer EM eine Mannschaft aus einem anderen Land betreute (Dänemark/1984)
- Luiz Felipe Scolari (Brasilien) ist der bisher einzige Trainer aus einer anderen Konföderation (CONMEBOL), der eine Mannschaft (Portugal) bei der EM betreute.
- Jüngster Trainer: Julian Nagelsmann (Deutschland, 2024), 36 Jahre, 327 Tage
- Ältester Trainer: Giovanni Trapattoni, der 2012 beim ersten Spiel der irischen Mannschaft 73 Jahre und 85 Tage alt war.[11]
- Jüngster Trainer eines Europameisters: José Villalonga (Spanien, 1964), 44 Jahre, 192 Tage
- Ältester Trainer eines Europameisters: Luis Aragonés (Spanien, 2008), 69 Jahre, 337 Tage
- Die meisten Endrundenspiele als Trainer (fett markiert = bei der EM 2024 aktiv, fette Jahreszahl = Titel gewonnen):

01. Joachim Löw (Deutschland): 21 (6/2008, 5/2012, 6/2016, 4/2021)
02. Didier Deschamps (Frankreich): 17 (7/2016, 4/2021, 6/2024)
03. Lars Lagerbäck (Schweden): 15 (3/2000, 4/2004 zusammen mit Tommy Söderberg, 3/2008, 5/2016 mit Island, zusammen mit Heimir Hallgrímsson)
000Fernando Santos (Portugal): 15 (4/2012 mit Griechenland, 7/2016 und 4/2021 mit Portugal)
05.Gareth Southgate (England): 14 (7/2021 und 7/2024)
06. Fatih Terim (Türkei): 11 (3/1996, 5/2008, 3/2016)
000Berti Vogts (Deutschland): 11 (5/1992 und 6/1996)
08. Vicente del Bosque (Spanien): 10 (6/2012, 4/2016)
000Luiz Felipe Scolari (Brasilien): 10 (6/2004, 4/2008 – alle mit Portugal)
000Kasper Hjulmand (Dänemark): 10 (6/2021 und 4/2024)
000Roberto Martínez (Spanien): 10 (5/2021 mit Belgien, 5/2024 mit Portugal)
12. Guus Hiddink (Niederlande): 9 (4/1996 mit den Niederlanden, 5/2008 mit Russland)
000Rinus Michels (Niederlande): 9 (5/1988, 4/1992)
000Otto Rehhagel (Deutschland): 9 (6/2004, 3/2008 – alle mit Griechenland)
000Vladimir Petković (Schweiz): 8 (4/2016, 5/2021)
16. Dick Advocaat (Niederlande): 8 (5/2004 mit den Niederlanden, 3/2012 mit Russland)
000Karel Brückner (Tschechien): 8 (5/2004, 3/2008)
000Roy Hodgson (England): 8 (4/2012), (4/2016)
000Richard Møller Nielsen (Dänemark): 8 (5/1992, 3/1996)
000Miguel Muñoz (Spanien): 8 (5/1984, 3/1988)
- Trainer, die mit zwei verschiedenen Mannschaften teilnahmen:

Guus Hiddink: 1996 mit den Niederlanden, 2008 mit Russland
Dick Advocaat: 2004 mit den Niederlanden, 2012 mit Russland
Giovanni Trapattoni: 2004 mit Italien, 2012 mit Irland
Lars Lagerbäck: 2000, 2004 und 2008 mit Schweden, 2016 mit Island
Fernando Santos: 2012 mit Griechenland, 2016 und 2021 mit Portugal
Roberto Martínez (Spanien): 2021 mit Belgien, 2024 mit Portugal
Roy Hodgson qualifizierte sich zwar 1995 mit der Schweiz für die EM 1996, wurde aber anschließend Trainer von Inter Mailand, 2012 und 2016 nahm er dann als Trainer von England teil.
Bisher trafen viermal Trainer mit der von ihnen betreuten Mannschaft auf die Mannschaft ihres Heimatlandes: 1988 Sepp Piontek mit Dänemark auf Deutschland und Jack Charlton mit Irland auf England, 2008 Guus Hiddink mit Russland auf die Niederlande und 2012 Giovanni Trapattoni mit Irland auf Italien.

## Schiedsrichter
Bisher (Stand: 14. Juli 2024) kamen bei den EM-Endrunden 159 Schiedsrichter aus 32 Ländern zum Einsatz. Die meisten kamen aus England (15/37 Spiele), Italien (14/38 Spiele) und Deutschland (13/36 Spiele). Aus der Schweiz kamen 10 Schiedsrichter, aus Österreich deren acht, in letzterem Fall allerdings zuletzt 2008 als Österreich EM-Ausrichter war. Sieben Spiele wurden von einem Schiedsrichter aus einer anderen Konföderation geleitet, dem Ägypter Gamal al-Ghandour, der 2000 bei zwei Vorrundenspielen zum Einsatz kam sowie den Argentiniern Fernando Rapallini (2021 ebenfalls zwei Spiele der Gruppenphase sowie ein Achtelfinale) und Facundo Tello (2024, zwei Vorrundenspiele). Sie, sowie sechs andere Schiedsrichter, darunter drei aus der DDR, kommen aus Ländern, die bisher nicht an einer EM-Endrunde teilgenommen haben. Dagegen stellten die EM-Teilnehmer Irland, Jugoslawien, Kroatien, Lettland, die Ukraine sowie Georgien nie einen Schiedsrichter.
68 Schiedsrichter kamen nur einmal zum Einsatz. Clément Turpin, Cüneyt Çakır, Björn Kuipers, Kim Milton Nielsen und Anders Frisk sind die einzigen Schiedsrichter, die bei drei Endrunden Spiele leiteten (Turpin 2016, 2021, 2024; Kuipers und Çakır 2012, 2016, 2021; Nielsen und Frisk 1996, 2000 und 2004). Kuipers und Çakır sind zudem die Schiedsrichter mit den insgesamt meisten EM-Spielleitungen. Der Slowene Slavko Vinčić kam bei insgesamt vier Endrunden zum Einsatz, allerdings nur bei zweien als Hauptschiedsrichter (2021 und 2024); 2012 und 2016 hatte er seinen Landsmann Damir Skomina als Torrichter unterstützt. Der Spieloffizielle mit den meisten Endrundenteilnahmen ist der Spanier Juan Yuste Jiménez. Als Schiedsrichterassistent kam er bei vier Turnieren (2008, 2012, 2016, 2021) im Gespann von drei verschiedenen Schiedsrichtern bei insgesamt 9 Partien zum Einsatz. Der Deutsche Felix Brych hält den Rekord für die meisten Einsätze während einer EM-Endrunde, bei der Ausgabe 2021 leitete er insgesamt fünf Spiele. Brychs langjähriger Assistent Stefan Lupp hält den Rekord für die meisten Einsätze eines Feldoffiziellen. Bei insgesamt 13 Partien assistierte er drei verschiedenen Schiedsrichtern bei drei Endrunden (2016, 2021, 2024).
Die meisten Finalschiedsrichter stellen England und Italien mit jeweils drei Endspielleitungen, gefolgt von der Schweiz und Frankreich mit jeweils zwei. Gottfried Dienst und Sergio Gonella sind die einzigen Schiedsrichter, die sowohl ein WM- als auch ein EM-Finale leiten konnten. Dienst leitete zunächst 1966 in London das Finale zwischen England und Deutschland (4:2) und 1968 in Rom das 1. Finale zwischen Italien und Jugoslawien (1:1 n. V.). Gonella war zunächst 1976 in Belgrad Schiedsrichter des EM-Finales zwischen Deutschland und der Tschechoslowakei (2:2 n. V. 3:5 i. E.) und dann 1978 in Buenos Aires zwischen Argentinien und den Niederlanden (3:1 n. V.). Dienst ist auch der älteste Schiedsrichter, der ein EM-Endspiel leitete (48 Jahre und 293 Tage), jüngster Finalschiedsrichter ist François Letexier (2024 mit 35 Jahren und 82 Tagen).
Pedro Proença ist der erste Schiedsrichter, der in einem Jahr (2012) sowohl das UEFA-Champions-League-Endspiel als auch das EM-Endspiel leiten durfte. 2016 leitete Mark Clattenburg beide Endspiele.
Die meisten Einsätze (nur Spielleitungen):
1. Cüneyt Çakır ( Türkei): 9 - 2012 (2× Vorrunde, Halbfinale), 2016 (2× Vorrunde, Achtelfinale), 2021 (2× Vorrunde, Achtelfinale)
1. Björn Kuipers ( Niederlande): 9 - 2012 (2× Vorrunde), 2016 (2× Vorrunde, Viertelfinale), 2021 (2× Vorrunde, Viertelfinale, Finale)
3. Anders Frisk ( Schweden): 8 – 1996 (Vorrunde), 2000 (2× Vorrunde, Finale), 2004 (2× Vorrunde, Viertel- und Halbfinale)
3. Felix Brych ( Deutschland): 8 - 2016 (2× Vorrunde, Viertelfinale), 2021 (2× Vorrunde, Achtelfinale, Viertelfinale, Halbfinale)
5. Nicola Rizzoli ( Italien): 7 - 2012 (2× Vorrunde, Viertelfinale), 2016 (2× Vorrunde, Achtelfinale, Halbfinale)
5. Damir Skomina ( Slowenien): 7 – 2012 (2× Vorrunde, Viertelfinale), 2016 (2× Vorrunde, Achtel- und Viertelfinale)
5. Michael Oliver ( England): 7 – 2021 (2× Vorrunde, 1× Viertelfinale), 2024 (2× Vorrunde, 1× Achtelfinale, 1× Viertelfinale)
5. Daniele Orsato ( Italien): 7 – 2021 (2× Vorrunde, 1× Achtelfinale), 2024 (2× Vorrunde, 1× Achtelfinale, 1× Viertelfinale)
5. Clément Turpin ( Frankreich): 7 – 2016 (2× Vorrunde), 2021 (2× Vorrunde), 2024 (2× Vorrunde, 1× Viertelfinale)
10. Pierluigi Collina ( Italien): 6 – 2000 (2× Vorrunde, Viertelfinale), 2004 (Eröffnungsspiel, Vorrunde, Halbfinale)
10. Markus Merk ( Deutschland): 6 – 2000 (Eröffnungsspiel, Vorrunde, Halbfinale), 2004 (2× Vorrunde, Finale)
10. Ľuboš Micheľ ( Slowakei): 6 – 2004 (2× Vorrunde, Viertelfinale), 2008 (2× Vorrunde, Viertelfinale)
10. Danny Makkelie ( Niederlande): 6 – 2021 (2× Vorrunde, Achtelfinale, Halbfinale), 2024 (2× Vorrunde)
10. Anthony Taylor ( England): 6 – 2021 (2× Vorrunde, 1× Achtelfinale), 2024 (2× Vorrunde, 1× Viertelfinale)
10. Slavko Vinčić ( Slowenien): 6 – 2021 (2× Vorrunde, 1× Viertelfinale), 2024 (2× Vorrunde, 1× Halbfinale)
Anmerkung: Fett markierte Schiedsrichter sind auch bei der EM 2024 im Einsatz.

## Sonstiges
Nur zweimal (1988, PSV Eindhoven und 2024, Real Madrid) wurde ein Land Europameister, das im gleichen Jahr den Europapokalsieger der Landesmeister bzw. den Sieger der UEFA Champions League stellte. Dabei wurden mit Berry van Aerle, Hans van Breukelen, Ronald Koeman und Gerald Vanenburg  bzw. Dani Carvajal, Joselu und Nacho sieben Spieler des Europapokalsiegers bzw. Champions-League-Siegers auch Europameister. Dagegen wurden dreimal Länder Europameister, die den UEFA-Cup- bzw. UEFA-Europa-League-Sieger stellten: 1980 Eintracht Frankfurt/Deutschland, 1996 FC Bayern München/Deutschland, 2012 Atlético Madrid/Spanien und 1968 stellte Italien sowohl mit dem AC Mailand den Europapokalsieger der Pokalsieger als auch den Europameister.
2012 konnten dagegen Juan Mata und Fernando Torres (FC Chelsea/Spanien) in einem Jahr die Champions League und die EM gewinnen. 2016 gelang dies Cristiano Ronaldo und Pepe (Real Madrid/Portugal). 2021 Jorginho (FC Chelsea/Italien), wobei er auf seinen Mitspieler Mason Mount und drei Gegenspieler (Raheem Sterling, John Stones und Kyle Walker) des CL-Finales traf.

## Qualifikation
| Land 1                  | Sp. | S  | U  | N   | Tor- verhältnis | Tor- differenz | Punkte 2 | Tore/Spiel | Keine Teilnahme 3      |
| ----------------------- | --- | -- | -- | --- | --------------- | -------------- | -------- | ---------- | ---------------------- |
| Spanien                 | 133 | 96 | 18 | 019 | 339:96          | 0243           | 306      | 2,549      |                        |
| Italien                 | 126 | 78 | 32 | 016 | 240:85          | 0155           | 266      | 1,905      | 1960, 1980             |
| Niederlande             | 125 | 83 | 16 | 026 | 291:99          | 0192           | 265      | 2,328      | 1960, 2000             |
| England                 | 116 | 79 | 26 | 011 | 280:68          | 0212           | 263      | 2,414      | 1960, 1996             |
| Portugal                | 125 | 76 | 26 | 023 | 252:109         | 0143           | 254      | 2,016      | 2004                   |
| Frankreich              | 120 | 74 | 28 | 018 | 260:94          | 0166           | 250      | 2,167      | 1984, 2016             |
| Deutschland             | 106 | 76 | 20 | 010 | 267:68          | 0199           | 248      | 2,519      | 1960, 1964, 1988, 2024 |
| Rumänien                | 136 | 69 | 41 | 026 | 242:123         | 0119           | 248      | 1,779      |                        |
| Belgien                 | 122 | 65 | 28 | 029 | 232:119         | 0113           | 223      | 1,902      | 1960, 2000             |
| Dänemark                | 133 | 64 | 31 | 038 | 227:155         | 0072           | 223      | 1,707      |                        |
| Schweden                | 122 | 64 | 27 | 031 | 211:123         | 0088           | 219      | 1,730      | 1960, 1992             |
| Ungarn                  | 139 | 63 | 29 | 047 | 226:181         | 0045           | 218      | 1,626      |                        |
| Schottland              | 130 | 62 | 30 | 038 | 200:147         | 0053           | 216      | 1,615      | 1960, 1964             |
| Griechenland            | 130 | 61 | 27 | 042 | 190:145         | 0045           | 210      | 1,462      | 1964                   |
| Irland                  | 138 | 55 | 41 | 042 | 199:151         | 0048           | 206      | 1,442      |                        |
| Polen                   | 120 | 56 | 31 | 033 | 197:126         | 0071           | 199      | 1,642      | 2012                   |
| Türkei                  | 128 | 56 | 31 | 041 | 166:159         | 0007           | 199      | 1,297      | 1960                   |
| Österreich              | 118 | 57 | 19 | 042 | 220:163         | 0057           | 190      | 1,864      | 2008                   |
| Bulgarien               | 130 | 50 | 33 | 047 | 171:154         | 0017           | 183      | 1,315      |                        |
| Norwegen                | 133 | 50 | 27 | 056 | 181:183         | 00−2           | 177      | 1,361      |                        |
| Wales                   | 122 | 49 | 27 | 046 | 149:150         | 00-1           | 174      | 1,221      | 1960                   |
| Tschechien              | 076 | 54 | 11 | 011 | 156:60          | 0096           | 173      | 2,053      | 1960–1992              |
| Schweiz                 | 110 | 48 | 29 | 033 | 194:133         | 0061           | 173      | 1,764      | 1960, 2008             |
| Nordirland              | 130 | 47 | 27 | 056 | 140:167         | 0−27           | 168      | 1,077      | 1960                   |
| Kroatien                | 078 | 50 | 17 | 011 | 148:50          | 0098           | 167      | 1,897      | 1960–1992              |
| Russland                | 070 | 46 | 12 | 012 | 164:53          | 0111           | 150      | 2,343      | 1960–1992, 2024 4      |
| Finnland                | 125 | 39 | 24 | 062 | 144:186         | 0−42           | 141      | 1,152      | 1960, 1964             |
| Slowakei                | 080 | 40 | 13 | 027 | 126:97          | 0029           | 133      | 1,575      | 1960–1992              |
| Slowenien               | 086 | 36 | 17 | 033 | 119:100         | 0019           | 125      | 1,384      | 1960–1992              |
| Ukraine                 | 072 | 35 | 19 | 018 | 105:67          | 0038           | 124      | 1,458      | 1960–1992, 2012        |
| Island                  | 120 | 35 | 19 | 066 | 120:179         | 0−59           | 124      | 1,000      | 1960, 1968, 1972       |
| UdSSR/GUS               | 055 | 34 | 15 | 006 | 103:38          | 0065           | 117      | 1,873      | seit 1996              |
| Jugoslawien             | 056 | 35 | 10 | 011 | 114:54          | 0060           | 115      | 2,036      | seit 1996              |
| Israel                  | 082 | 32 | 17 | 033 | 124:111         | 0013           | 113      | 1,512      | 1960–1992              |
| Tschechoslowakei        | 056 | 31 | 13 | 012 | 107:48          | 0059           | 106      | 1,911      | seit 1996              |
| Bosnien und Herzegowina | 076 | 29 | 12 | 035 | 105:116         | 0−11           | 099      | 1,382      | 1960–1996              |
| Albanien                | 109 | 24 | 26 | 059 | 100:177         | 0−77           | 098      | 0,917      | 1960, 1976, 1980       |
| Georgien                | 080 | 22 | 13 | 045 | 085:119         | 0−34           | 079      | 1,063      | 1960–1992              |
| Serbien                 | 050 | 21 | 15 | 014 | 078:64          | 0014           | 078      | 1,560      | 1960–2004              |
| Lettland                | 072 | 21 | 13 | 038 | 070:116         | 0−46           | 076      | 0,972      | 1960–1992              |
| Nordmazedonien          | 078 | 19 | 18 | 041 | 084:124         | 0−40           | 075      | 1,077      | 1960–1992              |
| Litauen                 | 074 | 21 | 12 | 041 | 063:122         | 0−59           | 075      | 0,851      | 1960–1992              |
| DDR                     | 046 | 20 | 12 | 014 | 076:57          | 0019           | 072      | 1,652      | seit 1992              |
| Zypern                  | 122 | 19 | 15 | 088 | 101:316         | −215           | 072      | 0,828      | 1960, 1964             |
| Belarus                 | 077 | 18 | 16 | 043 | 062:118         | 0−56           | 070      | 0,805      | 1960–1992              |
| Armenien                | 076 | 17 | 15 | 044 | 074:121         | 0−47           | 066      | 0,973      | 1960–1992              |
| Moldau                  | 076 | 14 | 13 | 049 | 062:150         | 0−88           | 055      | 0,816      | 1960–1992              |
| Estland                 | 079 | 15 | 10 | 054 | 052:156         | −104           | 055      | 0,658      | 1960–1992              |
| Luxemburg               | 128 | 13 | 13 | 102 | 064:340         | −276           | 052      | 0,477      | 1960                   |
| Kasachstan              | 055 | 13 | 08 | 034 | 053:97          | 0−44           | 047      | 0,964      | 1960–2004              |
| Montenegro              | 036 | 09 | 10 | 017 | 029:56          | 0−27           | 037      | 0,806      | 1960–2008              |
| Aserbaidschan           | 076 | 08 | 11 | 057 | 048:182         | −134           | 035      | 0,632      | 1960–1992              |
| BR Jugoslawien/S&M      | 016 | 08 | 05 | 003 | 029:19          | 0010           | 029      | 1,813      | 1960–1996 5, seit 2008 |
| Färöer                  | 086 | 07 | 08 | 071 | 046:225         | −179           | 029      | 0,535      | 1960–1988              |
| Malta                   | 120 | 04 | 14 | 102 | 054:335         | −281           | 026      | 0,450      | 1960, 1968             |
| Liechtenstein           | 078 | 05 | 09 | 064 | 022:235         | −213           | 024      | 0,282      | 1960–1992              |
| Kosovo                  | 019 | 05 | 07 | 007 | 024:28          | 00−4           | 022      | 1,263      | 1960–2016              |
| Andorra                 | 070 | 01 | 03 | 066 | 017:189         | −172           | 06       | 0,243      | 1960–2000              |
| San Marino              | 086 | 0  | 01 | 085 | 011:371         | −360           | 01       | 0,128      | 1960–1988              |
| Gibraltar               | 026 | 0  | 0  | 026 | 05:128          | −123           | 0        | 0,192      | 1960–2012              |

Stand: Nach den Playoffspielen der Qualifikation für die EM 2024